# Giovanni Pestarini
Giovanni Pestarini (all'anagrafe Giovanni Giacomo Pestarini) (Domodossola, 16 agosto 1901 – Milano, 16 settembre 1977) è stato un calciatore italiano, di ruolo centrocampista.

## Carriera
Giocò sette campionati nel Novara, tra cui quattro in Prima Divisione e due nella Divisione Nazionale con 50 presenze e 3 gol.
Ceduto al Monza, giocò con i bianco-azzurri nella stagione 1929-1930.